# Ermita de Santa Magdalena (el Pinell de Brai)
L'Ermita de Santa Magdalena és una obra del municipi del Pinell de Brai (Terra Alta) inclosa en l'Inventari del Patrimoni Arquitectònic de Catalunya.

## Descripció
Es tracta d'una església d'una sola nau i planta rectangular, amb dos porxos als laterals, mig oberts. Un dels porxos està parcialment ocupat per la sagristia.
Hi ha contraforts laterals. Per una banda surten directament dels murs de l'ermita (el porxo és posterior) i a l'altra banda surten per l'exterior del porxo. El material utilitzat és la maçoneria, actualment arrebossada gairebé del tot. El totxo es troba als arcs dels porxos. La façana principal és molt simple i consta d'una porta senzilla rectangular, un petit òcul i una espadanya. La coberta és de teula, a dues aigües.

## Història
Està situat en un punt de grans vistes, a un dels punts més alts se la serra de Pàndol, una mica més amunt hui ha un lloc de vigilància que domina tota la Terra Alta.
S'accedeix pel mateix camí que porta a la mare de Déu de la Fontcalda, fins a arribar a un punt en què el camí es bifurca, un cap baix, al riu Canaleta, i l'altre cap dalt, a Pàndols.
L'ermita original sembla que era d'època similar a la Fontcalda (XVII), però la major part és d'aquest segle, 1944-45, quan es va restaurar.